# Tappahannock
La ville américaine de Tappahannock est le siège du comté d’Essex, dans l’État de Virginie. Lors du recensement de 2000, sa population s’élevait à 2 068 habitants.
Elle est située sur la rivière Rappahannock.

## Personnalités liées à la ville
Le chanteur Chris Brown est né à Tappahannock en 1989.

## Source
- (en) Cet article est partiellement ou en totalité issu de l’article de Wikipédia en anglais intitulé « Tappahannock, Virginia » (voir la liste des auteurs).